# Verein für Bewegungsspiele Stuttgart 1893 II 2012-2013
Questa voce raccoglie le informazioni riguardanti il Verein für Bewegungsspiele Stuttgart 1893 II nelle competizioni ufficiali della stagione 2012-2013.

## Stagione
Nella stagione 2012-2013 il Stoccarda II, allenato da Jürgen Kramny, concluse il campionato di 3. Liga al 14º posto.

## Rosa
| N. |                      | Ruolo | Calciatore           |
| -- | -------------------- | ----- | -------------------- |
| 1  | Grecia (bandiera)    | P     | Odysseas Vlachodīmos |
| 2  | Italia (bandiera)    | D     | Felice Vecchione     |
| 3  | Germania (bandiera)  | D     | Michael Vitzthum     |
| 4  | Germania (bandiera)  | D     | Benedikt Röcker      |
| 5  | Germania (bandiera)  | D     | Daniel Vier          |
| 6  | Germania (bandiera)  | D     | Thomas Geyer         |
| 7  | Germania (bandiera)  | A     | Erich Berko          |
| 8  | Germania (bandiera)  | C     | Rani Khedira         |
| 9  | Germania (bandiera)  | A     | Soufian Benyamina    |
| 10 | Turchia (bandiera)   | C     | Öztürk Karatas       |
| 11 | Martinica (bandiera) | A     | Johan Audel          |
| 12 | Germania (bandiera)  | P     | Jonas Wieszt         |
| 14 | Germania (bandiera)  | C     | Robin Yalçın         |
| 15 | Germania (bandiera)  | C     | Daniel Didavi        |
| 16 | Austria (bandiera)   | C     | Raphael Holzhauser   |
| 17 | Germania (bandiera)  | C     | Tobias Rathgeb       |
| 19 | Austria (bandiera)   | C     | Kevin Stöger         |
| 20 | Germania (bandiera)  | C     | Marco Rapp           |

| N. |                                 | Ruolo | Calciatore         |
| -- | ------------------------------- | ----- | ------------------ |
| 21 | Stati Uniti (bandiera)          | A     | Jerome Kiesewetter |
| 22 | Germania (bandiera)             | D     | Steffen Lang       |
| 23 | Germania (bandiera)             | D     | Sebastian Enderle  |
| 24 | Germania (bandiera)             | C     | Manuel Schwenk     |
| 25 | Germania (bandiera)             | C     | Lukas Kiefer       |
| 26 | Germania (bandiera)             | D     | Dominik Gallert    |
| 27 | Germania (bandiera)             | C     | Timo Çeçen         |
| 29 | Germania (bandiera)             | A     | Pascal Breier      |
| 30 | Bosnia ed Erzegovina (bandiera) | A     | Marko Maletić      |
| 31 | Germania (bandiera)             | D     | Antonio Rüdiger    |
| 32 | Germania (bandiera)             | P     | Konstantin Fuhry   |
| 33 | Germania (bandiera)             | P     | André Weis         |
| 35 | Australia (bandiera)            | D     | Miloš Degenek      |
| 36 | Germania (bandiera)             | A     | Sinan Gümüş        |
| 36 | Germania (bandiera)             | A     | Christoph Hemlein  |
| 37 | Austria (bandiera)              | D     | Phillipp Mwene     |
| 38 | Germania (bandiera)             | A     | Felix Lohkemper    |

## Organigramma societario
Area tecnica
- Allenatore: Jürgen Kramny
- Allenatore in seconda: Heiko Gerber, Walter Thomae
- Preparatore dei portieri: Thomas Walter
- Preparatori atletici: Matthias Schiffers

## Calciomercato

### Sessione estiva
| Acquisti | Acquisti           | Acquisti          | Acquisti |
| R.       | Nome               | da                | Modalità |
| -------- | ------------------ | ----------------- | -------- |
| A        | Marko Maletić      | Utrecht (J)       |          |
| D        | Dominik Gallert    | Stoccarda U19     |          |
| C        | Lukas Kiefer       | Stoccarda U19     |          |
| A        | Jerome Kiesewetter | Hertha Berlino II |          |
| A        | Ardian Morina      | Stoccarda U19     |          |
| D        | Michael Vitzthum   | Unterhaching      |          |

| Cessioni | Cessioni           | Cessioni          | Cessioni |
| R.       | Nome               | a                 | Modalità |
| -------- | ------------------ | ----------------- | -------- |
| A        | Ardian Morina      | Illertissen       |          |
| D        | Patrick Bauer      | Marítimo          |          |
| A        | Pascal Breier      | Sonnenhof G.      |          |
| A        | Alexander Aschauer | Wacker Burghausen |          |
| D        | Sebastian Hertner  | Schalke 04 II     |          |
| C        | Moritz Kuhn        | Sonnenhof G.      |          |
| A        | Alexander Riemann  | Sandhausen        |          |

### Sessione invernale
| Acquisti | Acquisti      | Acquisti     | Acquisti |
| R.       | Nome          | da           | Modalità |
| -------- | ------------- | ------------ | -------- |
| A        | Pascal Breier | Sonnenhof G. |          |

| Cessioni | Cessioni       | Cessioni       | Cessioni |
| R.       | Nome           | a              | Modalità |
| -------- | -------------- | -------------- | -------- |
| P        | Bernhard Hendl | Jahn Ratisbona |          |
| C        | Sven Mende     | Karlsruhe U19  |          |

## Risultati

### 3. Liga

#### Girone di andata
| Arbitro: | Dittrich |

|  |           |            |
|  | Marcatori | 55’ Ziemer |

| Arbitro: | Osmers |

|            |           |                                       |
| Fetsch 64’ | Marcatori | 20’ Schwenk 52’ Benyamina 61’ Hemlein |

| Arbitro: | Aarnink |

|                        |           |  |
| Rathgeb 3’ Hemlein 29’ | Marcatori |  |

| Arbitro: | Storks |

|                            |           |            |
| Pfingsten-Reddig 3’ (rig.) | Marcatori | 76’ Röcker |

| Arbitro: | Hartmann |

|               |           |                                                |
| Benyamina 13’ | Marcatori | 20’ Fennell 44’, 90’ Grüttner 55’ Savranlioglu |

| Arbitro: | Giese |

|  |           |                                     |
|  | Marcatori | 58’ Vitzthum 80’ Schwenk 88’ Kiefer |

| Arbitro: | Weickenmeier |

|                                  |           |                   |
| Benyamina 38’ Rathgeb 45’ (rig.) | Marcatori | 6’ (rig.) Kreuels |

| Münster 1º settembre 2012, ore 14:00 CEST 8ª giornata | Preußen Münster | 0 – 0 referto | Stoccarda II | Preußenstadion (6 024 spett.)\| Arbitro: \| Beitinger \| |
| Arbitro:                                              | Beitinger       |               |              |                                                          |

| Arbitro: | Alt |

|  |           |           |
|  | Marcatori | 68’ Kegel |

| Arbitro: | Heft |

|                                          |           |             |
| Hesse 16’ Gaebler 69’ (rig.) Behrens 75’ | Marcatori | 51’ Rathgeb |

| Arbitro: | Ostheimer |

|  |           |                      |
|  | Marcatori | 11’ Smetana 81’ Plat |

| Wiesbaden 29 settembre 2012, ore 14:00 CEST 12ª giornata | Wehen Wiesbaden | 0 – 0 referto | Stoccarda II | BRITA-Arena (2 903 spett.)\| Arbitro: \| Valentin \| |
| Arbitro:                                                 | Valentin        |               |              |                                                      |

| Arbitro: | Schmickartz |

|  |           |                        |
|  | Marcatori | 30’ Sauter 57’ Göhlert |

| Arbitro: | Sönder |

|          |           |                                           |
| Mast 42’ | Marcatori | 4’, 64’ Rüdiger 77’ Schwenk 86’ Benyamina |

| Arbitro: | Weickenmeier |

|           |           |                                |
| Thiel 46’ | Marcatori | 51’ Schwenk 67’, 75’ Benyamina |

| Arbitro: | Cortus |

|               |           |                    |
| Benyamina 31’ | Marcatori | 60’ Nagy 65’ Manno |

| Arbitro: | Aarnink |

|              |           |               |
| Testroet 66’ | Marcatori | 38’ Benyamina |

| Arbitro: | Stein |

|                           |           |                  |
| Benyamina 27’ (rig.), 76’ | Marcatori | 34’ Schwertfeger |

| Arbitro: | Gerach |

|  |           |                           |
|  | Marcatori | 39’ Hemlein 59’ Benyamina |

#### Girone di ritorno
| Saarbrücken 1º dicembre 2012, ore 14:00 CET 20ª giornata | Saarbrücken | 0 – 0 referto | Stoccarda II | Ludwigsparkstadion (3 284 spett.)\| Arbitro: \| Valentin \| |
| Arbitro:                                                 | Valentin    |               |              |                                                             |

| Arbitro: | Stegemann |

|                      |           |  |
| Benyamina 78’ (rig.) | Marcatori |  |

| Arbitro: | Dietz |

|                                      |           |                    |
| van der Biezen 3’ Peitz 50’ Blum 90’ | Marcatori | 11’ (rig.) Rathgeb |

| Arbitro: | Kempter |

|             |           |  |
| Hemlein 67’ | Marcatori |  |

| Arbitro: | Kinhöfer |

|                               |           |  |
| Grüttner 14’, 31’ Gondorf 27’ | Marcatori |  |

| Stoccarda 12 marzo 2013, ore 18:30 CET 25ª giornata | Stoccarda II | 0 – 0 referto | Unterhaching | Mercedes-Benz Arena (550 spett.)\| Arbitro: \| Thomsen \| |
| Arbitro:                                            | Thomsen      |               |              |                                                           |

| Potsdam 10 aprile 2013, ore 19:00 CEST 26ª giornata | Babelsberg | 0 – 0 referto | Stoccarda II | Stadio Karl Liebknecht (2 038 spett.)\| Arbitro: \| Beitinger \| |
| Arbitro:                                            | Beitinger  |               |              |                                                                  |

| Arbitro: | Kunzmann |

|  |           |                   |
|  | Marcatori | 62’ (aut.) Röcker |

| Arbitro: | Weickenmeier |

|             |           |  |
| Pfeffer 54’ | Marcatori |  |

| Arbitro: | Heft |

|  |           |                         |
|  | Marcatori | 30’ Zimmerman 72’ Latza |

| Rostock 16 marzo 2013, ore 14:00 CET 30ª giornata | Hansa Rostock | 0 – 0 referto | Stoccarda II | DKB-Arena (7 300 spett.)\| Arbitro: \| Valentin \| |
| Arbitro:                                          | Valentin      |               |              |                                                    |

| Arbitro: | Giese |

|              |           |                |
| Vitzthum 49’ | Marcatori | 31’ Vunguidica |

| Arbitro: | Stein |

|            |           |  |
| Wittek 87’ | Marcatori |  |

| Arbitro: | Sönder |

|                                   |           |  |
| Breier 47’ Stöger 56’, 74’ (rig.) | Marcatori |  |

| Stoccarda 20 aprile 2013, ore 14:00 CEST 34ª giornata | Stoccarda II | 0 – 0 referto | Wacker Burghausen | Gazi-Stadion auf der Waldau (760 spett.)\| Arbitro: \| Schmickartz \| |
| Arbitro:                                              | Schmickartz  |               |                   |                                                                       |

| Arbitro: | Storks |

|                        |           |  |
| Zoller 34’ Piossek 72’ | Marcatori |  |

| Arbitro: | Aarnink |

|  |           |          |
|  | Marcatori | 41’ Rahn |

| Arbitro: | Ostheimer |

|                                           |           |                        |
| Leipertz 27’, 89’ Murakami 57’ Kefkir 73’ | Marcatori | 65’ Maletić 72’ Breier |

| Arbitro: | Leicher |

|  |           |             |
|  | Marcatori | 55’ Ducksch |

## Statistiche

### Statistiche di squadra
| Competizione | Punti | In casa | In casa | In casa | In casa | In casa | In casa | In trasferta | In trasferta | In trasferta | In trasferta | In trasferta | In trasferta | Totale | Totale | Totale | Totale | Totale | Totale | DR |
| Competizione | Punti | G       | V       | N       | P       | Gf      | Gs      | G            | V            | N            | P            | Gf           | Gs           | G      | V      | N      | P      | Gf     | Gs     | DR |
| ------------ | ----- | ------- | ------- | ------- | ------- | ------- | ------- | ------------ | ------------ | ------------ | ------------ | ------------ | ------------ | ------ | ------ | ------ | ------ | ------ | ------ | -- |
| 3. Liga      | 43    | 19      | 6       | 3       | 10      | 14      | 20      | 19           | 5            | 7            | 7            | 21           | 22           | 38     | 11     | 10     | 17     | 35     | 42     | -7 |
| Totale       | 43    | 19      | 6       | 3       | 10      | 14      | 20      | 19           | 5            | 7            | 7            | 21           | 22           | 38     | 11     | 10     | 17     | 35     | 42     | -7 |

### Andamento in campionato
| Giornata  | 1  | 2 | 3 | 4 | 5 | 6 | 7 | 8 | 9 | 10 | 11 | 12 | 13 | 14 | 15 | 16 | 17 | 18 | 19 | 20 | 21 | 22 | 23 | 24 | 25 | 26 | 27 | 28 | 29 | 30 | 31 | 32 | 33 | 34 | 35 | 36 | 37 | 38 |
| --------- | -- | - | - | - | - | - | - | - | - | -- | -- | -- | -- | -- | -- | -- | -- | -- | -- | -- | -- | -- | -- | -- | -- | -- | -- | -- | -- | -- | -- | -- | -- | -- | -- | -- | -- | -- |
| Luogo     | C  | T | C | T | C | T | C | T | C | T  | C  | T  | C  | T  | T  | C  | T  | C  | T  | T  | C  | T  | C  | T  | C  | T  | C  | T  | C  | T  | C  | T  | C  | C  | T  | C  | T  | C  |
| Risultato | P  | V | V | N | P | V | V | N | P | P  | P  | N  | P  | V  | V  | P  | N  | V  | V  | N  | V  | P  | V  | P  | N  | N  | P  | P  | P  | N  | N  | P  | V  | N  | P  | P  | P  | P  |
| Posizione | 14 | 7 | 5 | 6 | 8 | 7 | 5 | 6 | 6 | 7  | 11 | 11 | 13 | 11 | 11 | 11 | 10 | 10 | 9  | 7  | 7  | 7  | 7  | 7  | 8  | 8  | 9  | 9  | 9  | 10 | 10 | 10 | 9  | 10 | 11 | 11 | 11 | 14 |

Legenda:

Luogo: C = Casa; T = Trasferta. Risultato: V = Vittoria; N = Pareggio; P = Sconfitta.

### Statistiche dei giocatori
| J. Audel       | 6  | 0  | 1 | 0 |
| P. Bauer       | 0  | 0  | 0 | 0 |
| S. Benyamina   | 30 | 12 | 4 | 1 |
| E. Berko       | 8  | 0  | 4 | 0 |
| P. Breier      | 22 | 2  | 0 | 0 |
| M. Degenek     | 0  | 0  | 0 | 0 |
| D. Didavi      | 1  | 0  | 0 | 0 |
| S. Enderle     | 15 | 0  | 3 | 0 |
| K. Fuhry       | 0  | 0  | 0 | 0 |
| D. Gallert     | 0  | 0  | 0 | 0 |
| T. Geyer       | 32 | 0  | 1 | 0 |
| S. Gümüş       | 13 | 0  | 1 | 0 |
| C. Hemlein     | 33 | 4  | 7 | 0 |
| B. Hendl       | 0  | 0  | 0 | 0 |
| R. Holzhauser  | 2  | 0  | 1 | 0 |
| Ö. Karatas     | 11 | 0  | 1 | 0 |
| R. Khedira     | 32 | 0  | 5 | 0 |
| L. Kiefer      | 22 | 1  | 3 | 1 |
| J. Kiesewetter | 8  | 0  | 0 | 1 |
| S. Lang        | 16 | 0  | 0 | 0 |
| F. Lohkemper   | 2  | 0  | 0 | 0 |
| M. Maletić     | 14 | 1  | 1 | 0 |
| S. Mende       | 3  | 0  | 0 | 0 |
| A. Morina      | 0  | 0  | 0 | 0 |
| P. Mwene       | 3  | 0  | 1 | 0 |
| M. Rapp        | 0  | 0  | 0 | 0 |
| T. Rathgeb     | 32 | 4  | 7 | 0 |
| B. Röcker      | 31 | 1  | 5 | 0 |
| A. Rüdiger     | 4  | 2  | 1 | 1 |
| M. Schwenk     | 31 | 4  | 7 | 0 |
| K. Stöger      | 22 | 2  | 6 | 1 |
| F. Vecchione   | 19 | 0  | 2 | 0 |
| D. Vier        | 28 | 0  | 2 | 0 |
| M. Vitzthum    | 35 | 2  | 7 | 0 |
| O. Vlachodīmos | 12 | 0  | 0 | 0 |
| A. Weis        | 26 | 0  | 2 | 0 |
| J. Wieszt      | 0  | 0  | 0 | 0 |
| R. Yalçın      | 3  | 0  | 0 | 0 |
| T. Çeçen       | 10 | 0  | 0 | 0 |